# 新発田市立川東中学校
新発田市立川東中学校（しばたしりつかわひがしちゅうがっこう）は新潟県新発田市にある公立の中学校である。

## 概要
昭和22年5月1日に北蒲原郡川東村立川東中学校として設立した。その後、昭和30年3月31日に川東村が新発田市に吸収合併されることで、現在の名称となった。
校区は新発田市の東端に位置している。校区が広大なため、生徒の4分の3が自転車で通学している。

## 沿革
- 1947年（昭和22年）5月1日 - 北蒲原郡川東村立川東中学校創立[1]。
- 1955年（昭和30年）3月31日 - 町村合併により、新発田市立川東中学校と改称。
- 1983年（昭和58年）6月11日 - 新校舎完成移転。

## 部活動

### 運動部
- 野球部
- テニス部
- 卓球部（男子・女子）
- バレー部

### 文化部
- 吹奏楽部

## 教育目標
「正しく　強く　心豊かに」

## 通学区域
#外部リンクを参照。

### 進学前小学校
- 新発田市立川東小学校